# Fernando Zylberberg
Fernando Zylberberg (Buenos Aires, 30 de junio de 1977) es un exjugador argentino de hockey sobre césped.
Jugador referente de la selección argentina, se inició deportivamente en el Club Comunicaciones.
Con la selección nacional, hizo su debut en 1995. Representó a su país en los Juegos Olímpicos de Sídney 2000 y Juegos Olímpicos de Atenas 2004.

## Torneos Destacados
- 1995  Indo-Panamerican Cup, New Delhi – India
- 1999  Juegos Panamericanos de Winnipeg - Canadá
- 2000  Copa América, La Habana - Cuba
- 2000  Juegos Olímpicos de Sídney
- 2001  Copa Intercontinental, Edimburgo - Escocia.
- 2001  Champions Challenger, Kuala Lumpur - Malasia
- 2002  Copa del Mundo, Kuala Lumpur 2002 - Malasia
- 2003	Juegos Panamericanos de Santo Domingo - República Dominicana
- 2003	Champions Trophy, Ámsterdam - Holanda
- 2004	Copa América, Ontario - Canadá.
- 2004	Juegos Olímpicos de Atenas 2004
- 2005	Champions Challenge, Alejandría - Egipto
- 2006	Champions Trophy, Tarrasa - España
- 2007	Champions Challenge, Amberes - Bélgica
- 2007	Juegos Panamericanos de Río de Janeiro - Brasil
- 2009  Pre Mundial, Quilmes - Argentina
- 2009  Champions Challenge, Salta - Argentina
- 2010	Copa del Mundo, New Delhi – India
- 2010  Sudamericano Río de Janeiro - Brasil
- 2011  Juegos Panamericanos de Guadalajara - México

## Menciones Especiales
En 2002, luego de disputarse el Mundial de Kuala Lumpur (Malasia) fue nominado junto a otros jugadores internacionales para ganar el premio a mejor jugador del mundo 2002.

## Jugador Profesional
En el 2000, fue su primera experiencia como jugador profesional.
Ha jugado en distintos clubes de las más destacadas ligas internacionales como la liga neerlandesa. También jugó en la liga española.

## Entrenador y Coordinador Deportivo
Se ha desempeñado como entrenador desde 1993, tanto en divisiones inferiores como también en categorías mayores, damas y caballeros.
Ha trabajado como entrenador y coordinador no solo en su país, sino también en el exterior (España, Holanda), países donde jugó profesionalmente.

## Otras Actividades Deportivas
Ha dirigido y organizado distintos tipos de clínicas, campus y cursos para jugadores y/o entrenadores.
En su función de coordinador de distintas instituciones, se ha encargado también de la formación y capacitación de entrenadores.

## Spot en Malvinas
En 2012, fue protagonista de un spot publicitario  en homenaje a los caídos y excombatientes de Malvinas filmado en las Islas Malvinas, producido por la agencia estadounidense Young & Rubicam (Y&R) y adquirido por la Presidencia de la Nación. en el cual se lee una frase que dice "Para competir en suelo inglés, entrenamos en suelo argentino".